# Генріх XIV (князь Ройсс-Гери)
Генріх XIV (нім. Heinrich XIV.), (нар. 28 травня 1832 — пом. 29 березня 1913) — імперський князь з дому Ройсс, правитель князівства Ройсс молодшої лінії у 1867—1913 роках та регент князівства Ройсс старшої лінії у 1902—1913 роках. Мав також титули графа та герра цу Плауен, герра цу Ґряйца, Краніхфельда, Ґери, Шляйца та Лобенштейна. Син попереднього князя Генріха LXVII та принцеси Ройсс-Еберсдорфської Адельгейди. Генерал від інфантерії прусської армії.
За його правління Ґера стала одним із найбагатших міст Німеччини за рахунок розвитку текстильної промисловості та машинобудівництва.

## Біографія
Народився 28 травня 1832 року у Кобурзі. Був шостою дитиною та четвертим сином в родині принца з дому Ройсс Генріха LXVII та його дружини Адельгейди Ройсс-Еберсдорфської. Мав старшого брата Генріха V та сестер Анну й Єлизавету, яка пішла з життя наприкінці наступного року. Інші діти померли в ранньому віці до його народження. Менші брат і сестра також прожили недовго.

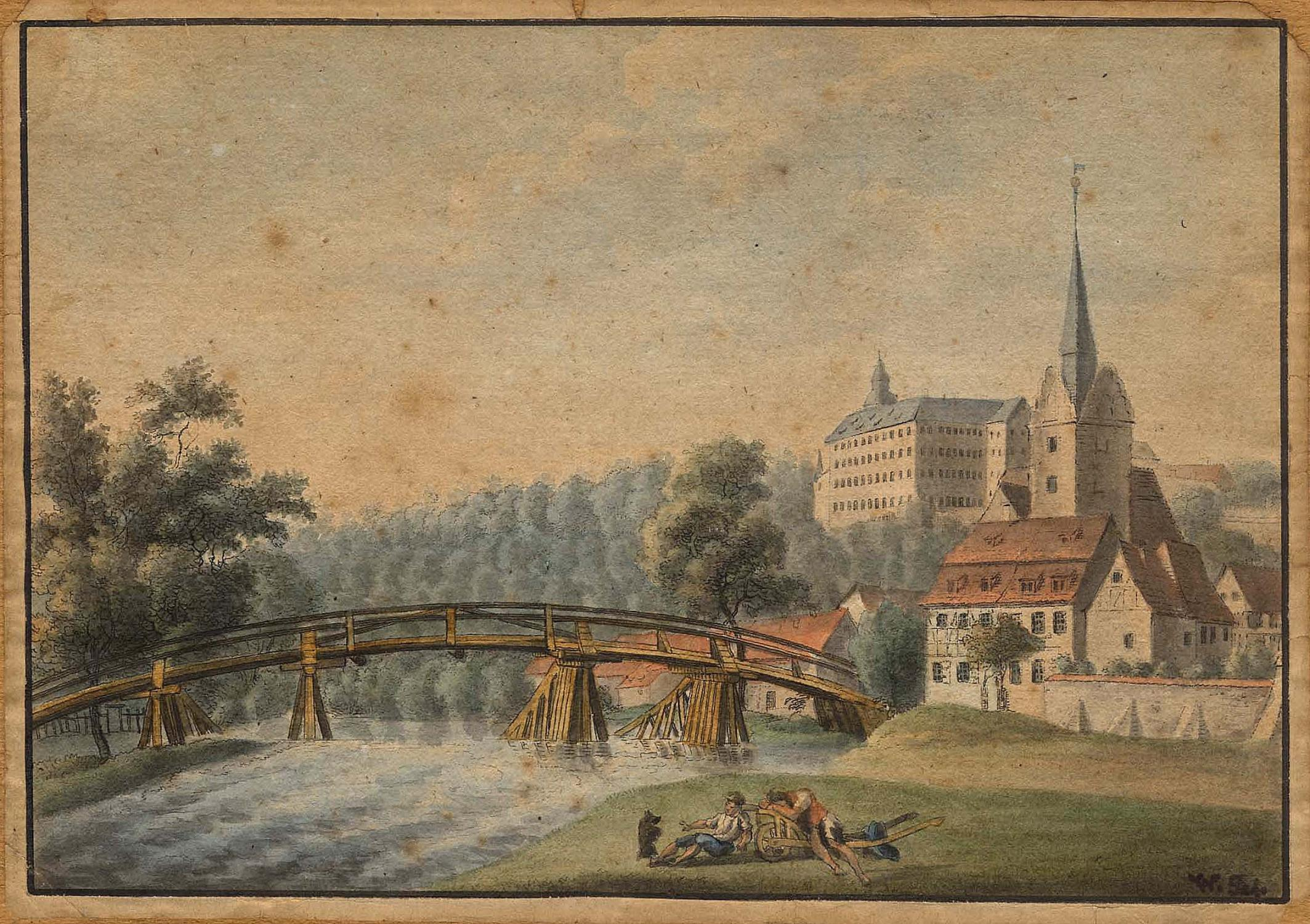
Замок Остерштайн

Дядько з батьківського боку, Генріх LXII, в той час був правителем князівства Ройсс-Шляйц. У 1848 році князь Ройсс-Лобенштейну та Еберсдорфу Генріх LXXII зрікся престолу на його користь. Території Ройсс-Шляйцу, Ройсс-Ґери, Ройсс-Лобенштайну та Ройсс-Еберсдорфу були об'єднані в єдине князівство Ройсс молодшої лінії зі столицею у Ґері. 
Юний Генріх XIV навчався у гімназії Майнінгена, після чого приєднався до лав контингенту прусського війська. 23 березня 1850 року став другим лейтенантом у його складі та прослужив у цьому чині кілька місяців. У жовтні того ж року вступив до Боннського університету, де вивчав історію та історію права. 9 серпня 1853 року повернувся до армії й став вояком 1-го гвардійського піхотного полку під проводом Альберта Блюменталя.
У 1854 році батько Генріха XIV успадкував престол бездітного брата. Його правління було відомим близькістю до Пруссії, а сам князь вважався талановитою та діловою людиною. 

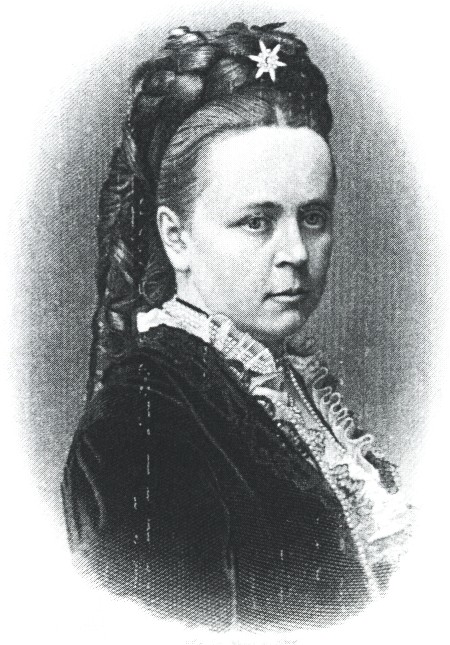
Світлина Агнеси Вюртемберзької, 1887

Принц у віці 25 років узяв шлюб із 22-річною вюртемберзькою принцесою Агнесою. Наречена доводилася двоюрідною небогою королеві Вюртембергу Вільгельмові I. Весілля відбулося 6 лютого 1858 у Карлсруе. У подружжя народилося двоє дітей.
У червні 1859 року Генріх XIV пішов з армії, залишившись у статусі À la suite. Згодом отримав чин генерала від інфантерії. Від 1863 року мешкав із родиною у відновленому замку Остерштайн у Ґері. Літньою резиденцією був замок Еберсдорф. Також часто навідували маєток Генріхсрух, навколо якого був великий ландштафтний сад. У липні 1867 року став правителем князівства після смерті батька.
У 1871 році Ройсс-Ґера увійшла до складу Німецької імперії. Незважаючи на втрату зовнішньополітичного суверенітету, князівство залишилося суверенним у внутрішніх справах. Подібно до сучасних федеральних держав, мало свою конституцію та державний парламент. Крім того, поліція та судова влада, культура та освіта, оподаткування й церковний нагляд мали місцеве керівництво. Політична ситуація залишалася відносно спокійною у 1860—1880-х роках, не в останню чергу, завдяки ліберальному уряду Генріха XIV та його міністрів.
Місто Ґера набуло статусу індустріального центру за рахунок зростання виробництва текстилю та розвитку машинобудівних заводів. Значно збільшився приріст населення. Між іншим, за часів Генріха XIV, була створена мережа магазинів Hertie (1882), збудований новий водогін із двома надземними резервуарами для питної та річкової води (1890), запущений електричний трамвай (1892), заснована спортивна організація робітничого руху Arbeiter-Turn- und Sportbund (1893).

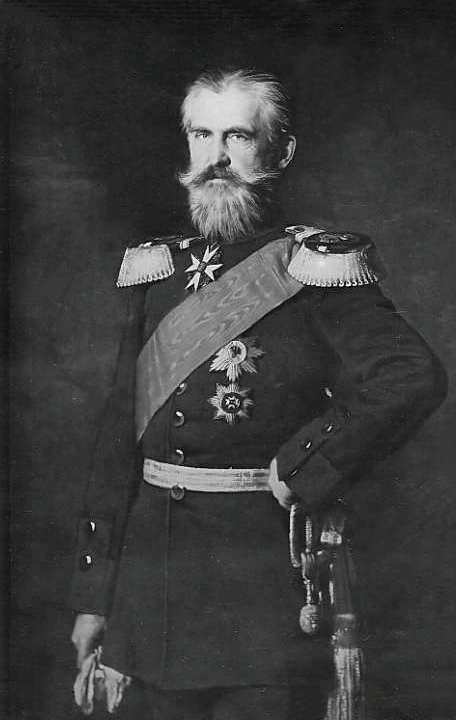
Світлина Генріха близько 1900 року

Освіта в країні перебувала на доброму рівні. Окрім початкових шкіл, існували семінарії, гімназії, школи для дівчаток, школа торгівлі та будівельна,  сільськогосподарський коледж, а також заклад для глухонімих.
За чотири роки після смерті першої дружини у 1886 році, князь узяв морганатичний союз із Фредерікою Ґретц. Весілля відбулося 14 лютого 1890 у Лейпцигу. Йому на той момент було 57 років, нареченій невдовзі виповнювалося 49. 28 травня 1890 Генріх дарував дружині титул баронеси фон Заальбург. Пара мала сина, який народився до укладання шлюбу: Генріх (1875—1954) — барон фон Заальбург, був одружений з Маргаретою Грьонвольдт, дітей не мав.
У 1902 році Генріх XIV став регентом князівства Ройсс старшої лінії, оскільки новий князь, Генріх XXIV, був недієздатним. Набув в Ройсс-Ґряйці недружньої репутації, зокрема через політичні конфлікти.
Помер 29 березня 1913 року у Шляйці. Був похований поруч із першою дружиною у князівській крипті церкви Святої Марії у Шляйці.

## Родина
Дружина —  Агнеса Вюртемберзька
Діти:
- Генріх XXVII (1858—1928) — князь Ройсський, був одружений з Елізою Гогенлое-Лангенбурзькою, мав п'ятеро дітей;
- Єлизавета (1859—1951) — дружина Германа цу Сольмс-Браунфельського, мала четверо дітей.

## Нагороди

### Німецька імперія
- Орден дому Саксен-Ернестіне, великий хрест (січень 1850)
- Орден Білого Сокола, великий хрест (Велике герцогство Саксен-Веймар-Айзенаське; 29 січня 1859)
- Орден Рутової корони (Саксонське королівство; 1859)
- Орден Вюртемберзької корони, великий хрест (Вюртемберзьке королівство; 1864)
- Орден Святого Губерта (Баварське королівство; 1867)
- Почесний хрест (Ройсс) 1-го класу (24 травня 1869) — засновник нагороди.
- Орден дому Ліппе 1-го класу з мечами
- Орден Вендської корони, великий хрест з короною в руді (Мекленбург)

#### Прусське королівство
- Орден Чорного орла
- Орден Червоного орла, великий хрест

### Інші країни
- Королівський угорський орден Святого Стефана, великий хрест (Австро-Угорщина; 1884)
- Орден Леопольда I, великий хрест з ланцюгом (Бельгія)
- Орден Таковського хреста, великий хрест (Королівство Сербія)